# Équipe d'Égypte de football en 2014
L'équipe d'Égypte de football en 2014 participe aux qualifications de la coupe d'Afrique des nations 2015.

## Matchs
| Date              | Stade                                      | Adversaire         | Score | Comp | Buteurs égyptiens         |
| 5 mars 2014       | Tivoli Neu Innsbruck, Autriche             | Bosnie-Herzégovine | 0-2   | A    | Nagy Gedo 52e · Salah 64e |
| 30 mai 2014       | Estadio Nacional Santiago de Chile, Chili  | Chili              | 3-2   | A    | Salah 12e · Kamar 16e     |
| 4 juin 2014       | Brisbane Road Londres, Royaume-Uni         | Jamaïque           | 2-2   | A    | Hamed 4e · Morsi 72e      |
| 30 août 2014      | Aswan Stadium Assouan, Égypte              | Kenya              | 1-0   | A    | Gamal 55e                 |
| 5 septembre 2014  | Stade Léopold Sédar Senghor Dakar, Sénégal | Sénégal            |       | QCAN |                           |
| 10 septembre 2014 | Égypte                                     | Tunisie            |       | QCAN |                           |
| 10 octobre 2014   | Botswana                                   | Botswana           |       | QCAN |                           |
| 15 octobre 2014   | Égypte                                     | Botswana           |       | QCAN |                           |
| 14 novembre 2014  | Égypte                                     | Sénégal            |       | QCAN |                           |
| 19 novembre 2014  | Tunisie                                    | Tunisie            |       | QCAN |                           |

## Classement FIFA
Le tableau ci-dessous présente les coefficients mensuels de l'équipe d'Égypte dans le monde publiés par la FIFA durant l'année 2014.
| Mois | janv. | fév. | mars | avril | mai | juin | juillet | août | sept. | oct. | nov. | déc. |
| Rang | 31    | 38   | 26   | 24    | 24  | 36   | 36      | 38   |       |      |      |      |

## Classement de la CAF
Le tableau ci-dessous présente les coefficients mensuels de l'équipe d'Égypte dans la CAF publiés par la FIFA durant l'année 2014.
| Mois | janv. | fév. | mars | avril | mai | juin | juillet | août | sept. | oct. | nov. | déc. |
| Rang | 4     | 5    | 3    | 2     | 2   | 3    | 4       | 5    |       |      |      |      |